# Зарожанский сахарный завод
Зарожанский сахарный завод — предприятие пищевой промышленности в селе Зарожаны Черновицкой области Украины, прекратившее своё существование.

## История
Сахарный завод в селе Зарожаны Хотинского уезда Бессарабской губернии Российской империи был построен в 1866 году помещиком Федором Рафаловичем. Поскольку из 256 крестьянских хозяйств села 17,5 % были безземельными, а большинство остальных — малоземельными, проблемы с поиском работников не возникло, а местные жители увеличили посевы свеклы для продажи заводу. В это время условия работы на предприятии были тяжёлыми, рабочий день составлял от 12 до 13 часов, а зарплата была низкая.
В ходе первой русской революции в 1907 году в селе началась забастовка. Рабочие экономии (обеспечивавшей завод сахарной свеклой) потребовали повышения зарплаты, но из Хотина прибыли стражники, которые избили крестьян и арестовали организаторов выступления.
После начала первой мировой войны положение предприятия осложнилось, поскольку часть работников и местных крестьян призвали в армию, посевы сахарной свеклы сократились.
После Октябрьской революции 1917 года крестьяне провели передел земли, после чего часть земель экономии была разделена между жителями села. В январе 1918 года по решению Хотинского уездного земельного комитета сахарный завод был национализирован. По решению Хотинского Совета рабочих и солдатских депутатов были приняты новые нормы выработки и введен 8-часовой рабочий день.
В конце февраля 1918 года селение оккупировали австро-немецкие войска (которые оставались здесь до 11 ноября 1918 года, после чего их сменили румынские войска).
В ночь с 22 на 23 января 1919 года в Хотине началось восстание против румынских оккупантов, в котором участвовали жители села. В Зарожанах был создан отряд, который возглавил рабочий сахарного завода, бывший солдат русской армии Ф. И. Дубковецкий, в отряд вступили другие рабочие завода. Они разоружили и арестовали румынских жандармов, заняли сахарный завод и оказали помощь восставшим в других селениях. После подавления восстания румынскими войсками большинство повстанцев ушли за Днестр, часть из них вступила во 2-ю кавалерийскую бригаду РККА.
1 февраля 1919 года село заняли румынские войска, которые заняли сахарный завод. В здании завода они допрашивали и избивали арестованных мужчин, изнасиловали и убили четырёх девушек.
При румынской власти продолжительность рабочего дня на заводе составляла 12 часов. Начавшийся в 1929 году экономический кризис осложнил положение села. Владелец завода перестал выплачивать работникам зарплату деньгами, вместо этого рабочие должны были покупать продукты и товары в заводском магазине. В 1931 году цены на сахарную свеклу были снижены на треть в сравнении с 1929 годом, что ухудшило положение жителей.
В ночь на 7 ноября 1932 года на сахарном заводе действовавшая в условиях подполья коммунистическая организация расклеила листовки с призывом к борьбе против румынских оккупантов и объединению с Советской Украиной, в дальнейшем на предприятии началось распространение коммунистической литературы (это обстоятельство было отмечено в документах хотинской полиции и сигуранцы).
28 июня 1940 года в составе Северной Буковины село вошло в состав СССР, и завод стал государственным предприятием. Условия работы были улучшены, началась ликвидация безграмотности среди рабочих, также здесь был открыт заводской медпункт. В результате, эффективность работы повысилась, и в первом полугодии 1941 года завод произвёл сахара на 306 тысяч рублей.
В ходе Великой Отечественной войны 6 июля 1941 года село было оккупировано немецко-румынскими войсками и до 29 марта 1944 года находилось в составе Румынии. В период оккупации одним из активных участников Хотинской подпольной комсомольской организации был электромонтёр Зарожанского сахарного завода Олекса Боднарчук.
При отступлении немцы и румыны разграбили село, но после войны завод был восстановлен и возобновил работу.
В ходе четвёртой пятилетки капиталовложения в завод составили 11,9 млн рублей. В 1953—1959 годах предприятие реконструировали, после чего объёмы производства увеличились. В 1965 и 1966 годах завод дважды получал переходящее Красное знамя Совета министров СССР и ВЦСПС, а ряд работников завода был награждён государственными наградами.
В сезоне сахароварения 1967/1968 годов завод переработал свыше 250 тысяч тонн сахарной свеклы и произвёл 4,2 тысяч тонн сахара (в восемь раз больше, чем в 1950 году).
Рабочие завода принимали активное участие в общественной деятельности: они участвовали в строительстве здания средней школы (открытой в 1965 году), создании парка и других мероприятиях по озеленению и благоустройству населенного пункта.
В целом, в советское время завод был крупнейшим предприятием села, на его балансе находились объекты социальной инфраструктуры (рабочий посёлок с 8 многоквартирными жилыми домами, детским садом, яслями, клубом и столовой).
После провозглашения независимости Украины завод перешёл в ведение министерства сельского хозяйства и продовольствия Украины.
В октябре 1995 года Кабинет министров Украины утвердил решение о приватизации находившегося здесь сахарного завода, в дальнейшем государственное предприятие было преобразовано в открытое акционерное общество.
До 5 марта 1999 года завод находился в ведении Фонда государственного имущества Украины.
22 августа 2002 года решением хозяйственного суда Черновицкой области по делу № 8/374-Б завод был признан банкротом, 30 августа 2002 года было объявлено о распродаже имущества и активов предприятия, которое началось в сентябре 2002 года, после чего завод прекратил своё существование (хотя споры о разделе и принадлежности имущества завода продолжались между кредиторами до мая 2004 года). Закрытие и ликвидация Зарожанского сахарного завода и Кельменецкого сахарного завода привели к значительному сокращению посевов свеклы на территории области и падению производства сахара. Объём производства сахара в сезоне сахароварения 2003/2004 годов в Черновицкой области составил 4 % от уровня производства 1990 года.